# 革命广场 (莫斯科)

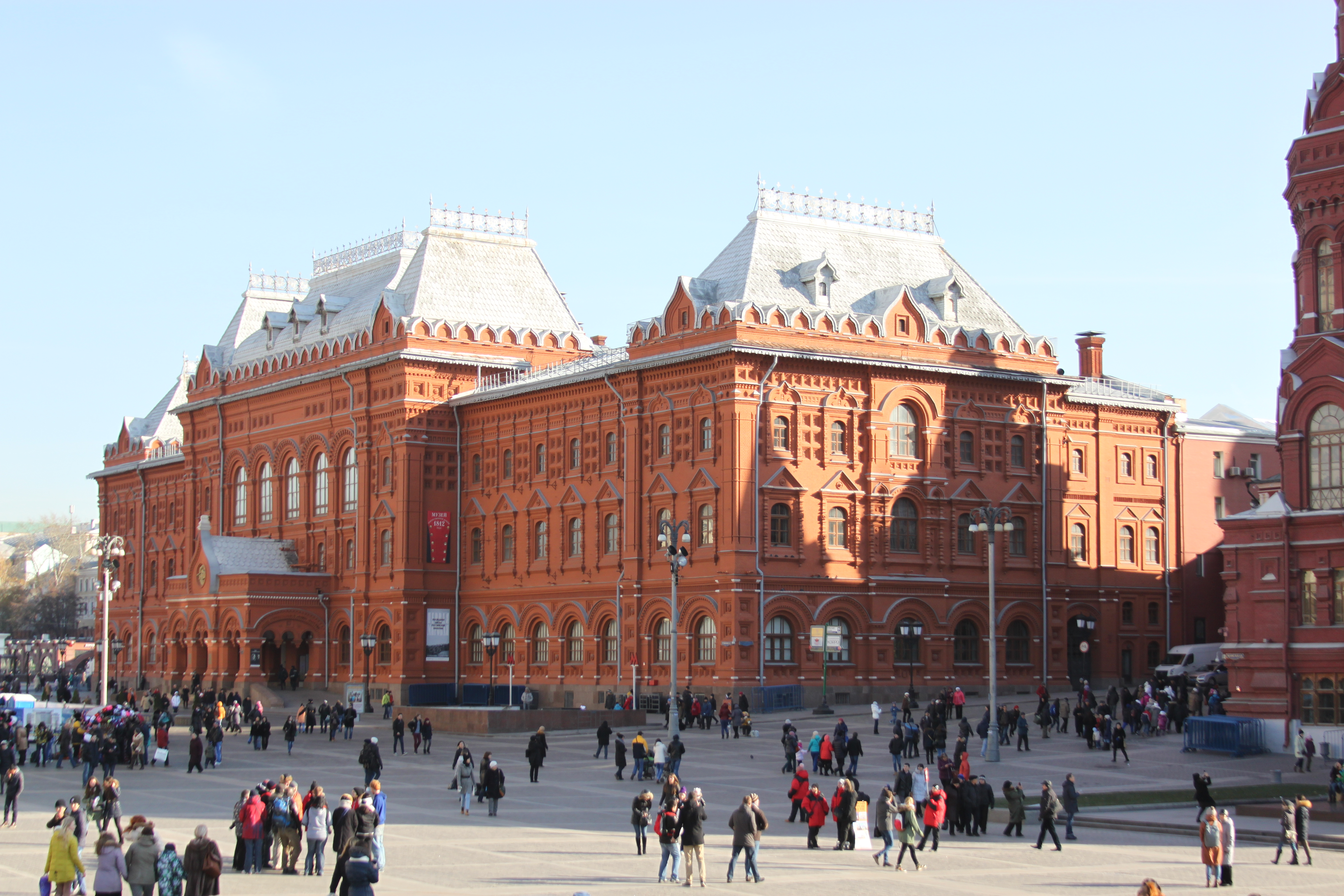
位于革命广场旁的莫斯科市政厅

55°45′27″N 37°37′11″E / 55.75750°N 37.61972°E
革命广场（俄语：Площадь Революции）是一个位于俄罗斯莫斯科特维尔区的广场，位于红场的西北部。革命广场是一个从西南向北的弧形的形状，是莫斯科的中心广场之一。有3条莫斯科地铁线路经过革命广场，分别为索科利尼基线（猎人商行站）、莫斯科河畔线（剧院站）和阿尔巴特－波克罗夫卡线（革命广场站）。阿尔巴特－波克罗夫卡线的革命广场站就是根据本广场命名的。革命广场原名为“复活广场”。为纪念1917年十月武装起义，1918年更名为“革命广场”并沿用至今。

## 历史
最初，一条莫斯科河的支流涅格林纳亚河流经该地区。在1534年至1538年之间，伊伯利亚门和礼拜堂被建立在涅格林纳亚河左岸。在1817年至1819年期间，由于一个隧道的修建，涅格林纳亚河被人为改道，这块区域就变成了一块矩形平地。这块矩形平地被命名为复活广场（俄语：Площадь Воскресенской）。为纪念1917年莫斯科十月武装起义，1918年，复活广场更名为“革命广场”并沿用至今。1931年，位于革命广场前方的伊比利亚门被拆毁了。1935年，莫斯科都市酒店被建立在革命广场的北边。1993年，克里姆林宫周围的所有道路都是顺时针方向的单行线，而革命广场则是一条贯穿道路。现主要用于停车。
2011年12月5日，由于不满2011年俄罗斯国家杜马选举的结果，约有8000人在革命广场举行了2011年-2012年俄罗斯示威抗议。包括阿列克谢·纳瓦尔尼在内的约300人被逮捕。

## 周边
- 莫斯科都市酒店，坐落于革命广场的西北侧。酒店修建于1899年至1907年，是莫斯科新艺术运动的典范之作之一[7]。
- 莫斯科四季酒店，坐落于革命广场的北侧。酒店修建于1932年至1938年，由阿列克谢·休谢夫设计。尽管被认为是建筑学的典范之作，2004年，旧的莫斯科酒店仍被拆除[8]。新的莫斯科四季酒店在2014年开业，仍然位于原址[9][10]。
- 列宁博物馆，修建于1890年至1892年。最初被用作为莫斯科市政厅，它将革命广场和红场隔开。
- 伊伯利亚门和礼拜堂，修建于1535年，重建于1680年。1931年再次被拆除，1994年至1996年进行第二次重建工程。它连接了革命广场和红场。
- 剧院广场，其东南侧毗邻革命广场[11]。